# Lorenz Kellhuber

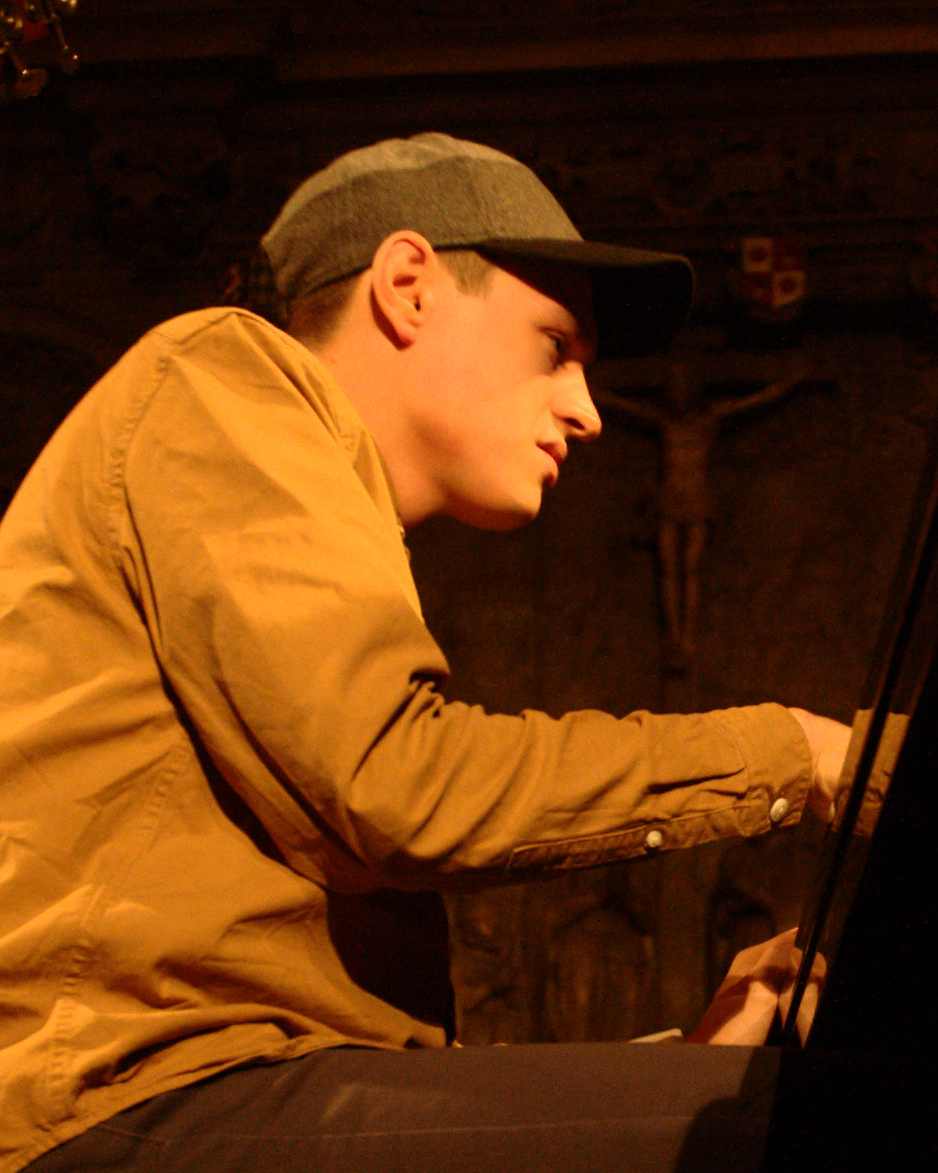
Lorenz Kellhuber in 2016

Lorenz Kellhuber (* 11. März 1990 in München) ist ein deutscher Jazzmusiker (Piano, Komposition).

## Werdegang
Kellhuber wuchs als Kind zweier Kirchenmusiker ab 1991 in Endorf bei Regensburg auf. Ab 1995 erhielt er eine klassische Klavierausbildung und ab 1998 Geigenunterricht an der Hochschule für Katholische Kirchenmusik und Musikpädagogik Regensburg, wo er 2001 als Jungstudent aufgenommen wurde und in der bayerischen Frühförderklasse für Geige und Bratsche Unterricht von Conrad von der Goltz erhielt. Ab 2003 besuchte Kellhuber den Klavierunterricht von Franz Massinger in München. 2004 wurde er vom Pianisten Rob Bargad entdeckt und intensiv in die Jazzstilistik und Improvisation eingeführt. Parallel machte Kellhuber erste Erfahrungen in regionalen Jazzbands. 2006 bestand Kellhuber die Hochbegabtenprüfung und wurde Bachelorstudent in Jazzpiano am Jazz-Institut Berlin, wo Kurt Rosenwinkel, Hubert Nuss, Greg Cohen und John Hollenbeck zu seinen Dozenten zählten. Während und nach Abschluss des Studiums ging er regelmäßig nach New York, um Unterricht bei Musikern der New Yorker Jazzszene zu nehmen, u. a. bei Fred Hersch, Aaron Goldberg, Ari Hoenig und der klassischen Pianistin Sophia Rosoff. 2010 beendete Kellhuber sein Studium in Berlin.
2011 gründete Kellhuber das Lorenz Kellhuber Trio mit Arne Huber am Bass und Gabriel Hahn am Schlagzeug. Das erste gemeinsame Album People and Their Oppositions erschien im März 2012 bei Konnex Records, bereits ein Jahr später folgte sein zweites Trio-Album Cosmos. Parallel zu seinen Auftritten im Trio trat Kellhuber seit 2012 mit frei-improvisierten Solokonzerten auf. Im Oktober 2017 erschien sein erstes Soloalbum, Live at the Montreux Jazz Festival.
Im Frühjahr 2014 entstand ein zweites Trio-Projekt Kellhubers, die Lorenz Kellhuber Standard Experience; dieses Projekt widmet sich ausschließlich den Songs des Great American Songbook. Mit den Musikern Orlando le Fleming (Bass) und Obed Calvaire (Schlagzeug) wurde im November 2015 das Album The Brooklyn Session veröffentlicht. Es dokumentiert das Zusammenspiel der drei Musiker, die in dieser Aufnahmesitzung und der späteren Europatournee Jazzstandards auf neue Weise interpretierten. Aktuell spielen Joe Sanders (Bass) und Jesse Simpson (Schlagzeug) in der Lorenz Kellhuber Standard Experience.
Mit Samadhi veröffentlichte Kellhuber Ende 2019 das erste Album seines neu besetzten Lorenz Kellhuber Trio mit Felix Henkelhausen (Bass) und Moritz Baumgärtner (Schlagzeug), das sich freien Improvisationen widmet. Im Mai 2020 folgte mit About Blank ihre zweite und Ende 2023 mit Low Intervention ihre dritte Veröffentlichung. 2021 veröffentlichte Kellhuber sein zweites Soloalbum Contemporary Chamber Music, auf dem er die Ästhetik der klassischen Kammermusik ebenso aufgreift wie Einflüsse aus Jazz und Neuer Musik. Der Mitschnitt seines Solo-Konzerts vom 14. September 2021 im kleinen Saal der Elbphilharmonie Hamburg wurde 2022 als sein drittes Soloalbum veröffentlicht.
Kellhuber war zu Gast auf internationalen Bühnen und Festivals wie dem Montreux Jazz Festival, dem Jazzfestival Basel, dem Getxo Jazzfestival, dem Südtirol Jazzfestival Alto Adige, der Jazzwoche Burghausen, Bohemia Jazzfestival, Jazzwoche Langnau, Guggenheim-Museum Bilbao, Berliner Philharmonie, Isarphilharmonie, Bluetone u. v. m. Er spielte mit Musikern wie Ack van Rooyen, Bob Mintzer, Al Porcino, T.S. Monk, Ed Partyka, Charles Lloyd, Kurt Rosenwinkel, Adrian Mears, Seamus Blake, Rich Perry, Wanja Slavin, Phil Donkin, Ignaz Dinné, Peter Weniger oder Johannes Enders. Er ist auch auf Alben des kollaborativen Quartetts Radar und mit Tobias Meinhart zu hören.
Als Dozent war Kellhuber an der Hochschule für Katholische Kirchenmusik und Musikpädagogik Regensburg, an der Staatlichen Hochschule für Musik und Darstellende Kunst Mannheim sowie der Hochschule für Musik Nürnberg tätig und unterrichtete ab 2020 an der Musikhochschule Lübeck. Zum Wintersemester 2021 akzeptierte er den Ruf als Professor an die Hochschule für Musik Carl Maria von Weber Dresden. Seit dem Sommersemester 2024 unterrichtet er zudem am Jazz-Institut Berlin.
Zusammen mit Jugendfreunden gründete Kellhuber 2020 das Kammermusikfestival Regensburg.

## Preise und Auszeichnungen
Neben zahlreichen Auszeichnungen bei Jugend musiziert auf Landes- und Bundesebene, erhielt Kellhuber 2009 den Preis des besten Solisten auf dem Getxo Jazzfestival im spanischen Bilbao. 2014 gewann er als erster deutscher Musiker die Parmigiani Montreux Jazz Solo Piano Competition. Den Kulturförderpreis der Stadt Regensburg erhielt er 2015.

## Diskografische Hinweise
- Lorenz Kellhuber Trio: Cosmos (2013, Blackbird Music)[9]
- Lorenz Kellhuber Trio: State of Mind (2015, Blackbird Music)[10]
- Lorenz Kellhuber Standard Experience: The Brooklyn Session (2015, Blackbird Music)
- Lorenz Kellhuber Trio: Samadhi (2019, Blackbird Music)
- Contemporary Chamber Music (2021, Blackbird Music)
- Live at Elbphilharmonie Hamburg (2022, Blackbird Music)
- Lorenz Kellhuber Trio: Low Intervention (2023, Blackbird Music)